# Lista amerykańskich senatorów ze stanu Nowy Meksyk
Lista amerykańskich senatorów ze stanu Nowy Meksyk – senatorzy wybrani ze stanu Nowy Meksyk.
Stan Nowy Meksyk został włączony do Unii 6 stycznia 1912 roku. Posiada prawo do mandatów senatorskich 1. i 2. klasy. Do 8 kwietnia 1913 roku (ratyfikowania 17. poprawki do Konstytucji) senatorowie byli wybierani przez stanowy parlament. Od tego czasu wybierani są w wyborach powszechnych.

## 1. klasa
| Lp.   | Imię i nazwisko     | Imię i nazwisko | Od                | Do                | Partia               | Kadencja                                                 | Uwagi |
| ----- | ------------------- | --------------- | ----------------- | ----------------- | -------------------- | -------------------------------------------------------- | --- |
| 1     | Thomas B. Catron    |                 | 27 marca 1912     | 4 marca 1917      | Partia Republikańska | 1                                                        | Wybrany w 1912 Nie starał się o reelekcję w 1916                                                                  |
| 2     | Andrieus A. Jones   |                 | 4 marca 1917      | 20 grudnia 1927   | Partia Demokratyczna | 2                                                        | Wybrany w 1916 |
| 2     | Andrieus A. Jones   | 3               | 4 marca 1917      | 20 grudnia 1927   | Partia Demokratyczna | Reelekcja w 1922 Zmarł w trakcie pełnienia urzędu w 1927 | |
| Wakat | Wakat               | Wakat           | 20 grudnia 1927   | 29 grudnia 1927   |                      | 3                                                        | |
| 3     | Bronson M. Cutting  |                 | 29 grudnia 1927   | 6 grudnia 1928    | Partia Republikańska | 3                                                        | Mianowany do kontynuowania kadencji w 1927 Zrezygnował po wyborze następcy                                        |
| 4     | Octaviano Larrazolo |                 | 6 grudnia 1928    | 4 marca 1929      | Partia Republikańska | 3                                                        | Wybrany w wyborach specjalnych do dokończenia kadencji w 1928 Nie starał się o wybór na pełną, 6-letnią kadencję  |
| 5     | Bronson M. Cutting  |                 | 4 marca 1929      | 6 maja 1935       | Partia Republikańska | 4                                                        | Wybrany w 1928 |
| 5     | Bronson M. Cutting  | 5               | 4 marca 1929      | 6 maja 1935       | Partia Republikańska | Reelekcja w 1934 Zmarł w trakcie pełnienia urzędu w 1935 | |
| Wakat | Wakat               | Wakat           | 6 maja 1935       | 11 maja 1935      |                      | 5                                                        | |
| 6     | Dennis Chávez       |                 | 11 maja 1935      | 18 listopada 1962 | Partia Demokratyczna | 5                                                        | Mianowany do kontynuowania kadencji w 1935 Wybrany do dokończenia kadencji w wyborach specjalnych w 1936          |
| 6     | Dennis Chávez       | 6               | 11 maja 1935      | 18 listopada 1962 | Partia Demokratyczna | Reelekcja w 1940                                         | |
| 6     | Dennis Chávez       | 7               | 11 maja 1935      | 18 listopada 1962 | Partia Demokratyczna | Reelekcja w 1946                                         | |
| 6     | Dennis Chávez       | 8               | 11 maja 1935      | 18 listopada 1962 | Partia Demokratyczna | Reelekcja w 1952                                         | |
| 6     | Dennis Chávez       | 9               | 11 maja 1935      | 18 listopada 1962 | Partia Demokratyczna | Reelekcja w 1958 Zmarł w trakcie pełnienia urzędu w 1962 | |
| Wakat | Wakat               | Wakat           | 18 listopada 1962 | 30 listopada 1962 |                      | 9                                                        | |
| 7     | Edwin L. Mechem     |                 | 30 listopada 1962 | 3 listopada 1964  | Partia Republikańska | 9                                                        | Mianowany (przez siebie) do kontynuowania kadencji w 1962 Przegrał wybory specjalne o dokończenie kadencji w 1964 |
| 8     | Joseph Montoya      |                 | 4 listopada 1964  | 3 stycznia 1977   | Partia Demokratyczna | 9                                                        | Wybrany do dokończenia kadencji w wyborach specjalnych w 1964                                                     |
| 8     | Joseph Montoya      | 10              | 4 listopada 1964  | 3 stycznia 1977   | Partia Demokratyczna | Wybrany na pełną, 6-letnią kadencję w 1964               | |
| 8     | Joseph Montoya      | 11              | 4 listopada 1964  | 3 stycznia 1977   | Partia Demokratyczna | Reelekcja w 1970 Przegrał wybory w 1976                  | |
| 9     | Harrison Schmitt    |                 | 3 stycznia 1977   | 3 stycznia 1983   | Partia Republikańska | 12                                                       | Wybrany w 1976 Przegrał wybory w 1982                                                                             |
| 10    | Jeff Bingaman       |                 | 3 stycznia 1983   | 3 stycznia 2013   | Partia Demokratyczna | 13                                                       | Wybrany w 1982 |
| 10    | Jeff Bingaman       | 14              | 3 stycznia 1983   | 3 stycznia 2013   | Partia Demokratyczna | Reelekcja w 1988                                         | |
| 10    | Jeff Bingaman       | 15              | 3 stycznia 1983   | 3 stycznia 2013   | Partia Demokratyczna | Reelekcja w 1994                                         | |
| 10    | Jeff Bingaman       | 16              | 3 stycznia 1983   | 3 stycznia 2013   | Partia Demokratyczna | Reelekcja w 2000                                         | |
| 10    | Jeff Bingaman       | 17              | 3 stycznia 1983   | 3 stycznia 2013   | Partia Demokratyczna | Reelekcja w 2006 Nie starał się o reelekcję w 2012       | |
| 11    | Martin Heinrich     |                 | 3 stycznia 2013   | nadal             | Partia Demokratyczna | 18                                                       | Wybrany w 2012 |
| 11    | Martin Heinrich     | 19              | 3 stycznia 2013   | nadal             | Partia Demokratyczna | Reelekcja w 2018                                         | |
| 11    | Martin Heinrich     | 20              | 3 stycznia 2013   | nadal             | Partia Demokratyczna | Reelekcja w 2024                                         | |

## 2. klasa
| Lp.   | Imię i nazwisko     | Imię i nazwisko | Od                   | Do                   | Partia               | Kadencja | Uwagi |
| ----- | ------------------- | --------------- | -------------------- | -------------------- | -------------------- | --- | --- |
| 1     | Albert B. Fall      |                 | 27 marca 1912        | 4 marca 1921         | Partia Republikańska | 1 | Wybrany w 1912 |
| 1     | Albert B. Fall      | 2               | 27 marca 1912        | 4 marca 1921         | Partia Republikańska | Reelekcja w 1913                                                                                              | |
| 1     | Albert B. Fall      | 3               | 27 marca 1912        | 4 marca 1921         | Partia Republikańska | Reelekcja w 1918 Zrezygnował w trakcie trwania kadencji, by objąć funkcję sekretarza zasobów wewnętrznych USA | |
| Wakat | Wakat               | Wakat           | 4 marca 1921         | 11 marca 1921        |                      | 3 | |
| 2     | Holm O. Bursum      |                 | 11 marca 1921        | 4 marca 1925         | Partia Republikańska | 3 | Mianowany do kontynuowania kadencji w 1921 Wybrany w wyborach specjalnych do dokończenia kadencji w 1921 Przegrał wybory w 1924 |
| 3     | Sam G. Bratton      |                 | 4 marca 1925         | 24 czerwca 1933      | Partia Demokratyczna | 4 | Wybrany w 1924 |
| 3     | Sam G. Bratton      | 5               | 4 marca 1925         | 24 czerwca 1933      | Partia Demokratyczna | Reelekcja w 1930 Zrezygnował w trakcie trwania kadencji, by objąć funkcję sędziego w sądzie federalnym        | |
| Wakat | Wakat               | Wakat           | 24 czerwca 1933      | 10 października 1933 |                      | 5 | |
| 4     | Carl Hatch          |                 | 10 października 1933 | 3 stycznia 1949      | Partia Demokratyczna | 5 | Mianowany do kontynuowania kadencji w 1933 Wybrany do dokończenia kadencji w wyborach specjalnych w 1934                        |
| 4     | Carl Hatch          | 6               | 10 października 1933 | 3 stycznia 1949      | Partia Demokratyczna | Reelekcja w 1936                                                                                              | |
| 4     | Carl Hatch          | 7               | 10 października 1933 | 3 stycznia 1949      | Partia Demokratyczna | Reelekcja w 1942 Nie starał się o reelekcję w 1948                                                            | |
| 5     | Clinton P. Anderson |                 | 3 stycznia 1949      | 3 stycznia 1973      | Partia Demokratyczna | 8 | Wybrany w 1948 |
| 5     | Clinton P. Anderson | 9               | 3 stycznia 1949      | 3 stycznia 1973      | Partia Demokratyczna | Reelekcja w 1954                                                                                              | |
| 5     | Clinton P. Anderson | 10              | 3 stycznia 1949      | 3 stycznia 1973      | Partia Demokratyczna | Reelekcja w 1960                                                                                              | |
| 5     | Clinton P. Anderson | 11              | 3 stycznia 1949      | 3 stycznia 1973      | Partia Demokratyczna | Reelekcja w 1966 Nie starał się o reelekcję w 1972                                                            | |
| 6     | Pete Domenici       |                 | 3 stycznia 1973      | 3 stycznia 2009      | Partia Republikańska | 12 | Wybrany w 1972 |
| 6     | Pete Domenici       | 13              | 3 stycznia 1973      | 3 stycznia 2009      | Partia Republikańska | Reelekcja w 1978                                                                                              | |
| 6     | Pete Domenici       | 14              | 3 stycznia 1973      | 3 stycznia 2009      | Partia Republikańska | Reelekcja w 1984                                                                                              | |
| 6     | Pete Domenici       | 15              | 3 stycznia 1973      | 3 stycznia 2009      | Partia Republikańska | Reelekcja w 1990                                                                                              | |
| 6     | Pete Domenici       | 16              | 3 stycznia 1973      | 3 stycznia 2009      | Partia Republikańska | Reelekcja w 1996                                                                                              | |
| 6     | Pete Domenici       | 17              | 3 stycznia 1973      | 3 stycznia 2009      | Partia Republikańska | Reelekcja w 2002 Nie starał się o reelekcję w 2008                                                            | |
| 7     | Tom Udall           |                 | 3 stycznia 2009      | 3 stycznia 2021      | Partia Demokratyczna | 18 | Wybrany w 2008 |
| 7     | Tom Udall           | 19              | 3 stycznia 2009      | 3 stycznia 2021      | Partia Demokratyczna | Reelekcja w 2014 Nie starał się o reelekcję w 2020                                                            | |
| 8     | Ben Ray Luján       |                 | 3 stycznia 2021      | nadal                | Partia Demokratyczna | 20 | Wybrany w 2020 |